# Hua Runhao
Hua Runhao (* 6. März 1996 in Shanghai) ist ein chinesischer Tennisspieler.

## Karriere
Hua spielte auf der Tour der Junioren zwischen 2010 und 2014 bereits Turniere, doch konnte sich auf dieser nicht entscheidend durchsetzen. Er erreichte Anfang 2013 dort mit Platz 138 seine beste Notierung in der Junior-Rangliste.
2014 begann der Chinese ein Studium an der University of Michigan im Fach Sport Management, das er 2018 beendete. Während dieser Zeit spielt er für sein Hochschulteam auch College Tennis und konnte kaum an Profi-Turnieren teilnehmen. Durch vereinzelte Teilnahmen an Turnieren der ITF Future Tour und ATP Challenger Tour war er die meiste Zeit zumindest in der Weltrangliste geführt.
2018 nach Abschluss seines Studiums schaffte er erste Erfolge zu erzielen. Im Einzel erreichte er sein erstes Future-Halbfinale und stand Mitte des Jahres erstmals in den Top 1000, im Doppel gewann er sogar einen Future-Titel und konnte wenig später beim Challenger in Shanghai mit seinem Partner Zhang Zhizhen ebenfalls das Finale erreichen, das jedoch verloren ging. Anfang Oktober gab Hua in Peking beim Turnier der ATP World Tour 500 im Doppel sein Debüt auf der ATP World Tour. Hier verlor er – erneut mit Zhang – seine Auftaktbegegnung. Wenig später stand er mit Rang 583 erstmals in den Top 600 der Doppel-Weltrangliste.